# 力寶華潤
力寶華潤有限公司，簡稱力寶華潤（英語：Lippo China Resources Limited，港交所：0156），1992年從高日發展換取上市，也就是被力寶有限公司收購，當時名稱華地有限公司。
主要股東為力寶有限公司，現時主要業務物業及股票投資，飲食，採礦等。
2015年4月23日，該公司旗下 China Gold Pte. Ltd. 和母公司力寶，計劃收購剩餘 Asia Now Resources Corp.。根據資料，兩者公司持有 Asia Now Resources 52.22%（60,735,104 股）股權，收購完成後 Asia Now Resources 將會撤銷 TSX 創新交易所上市。

## 外部連結
- LCR.com.hk（页面存档备份，存于）